# Södra Ängby
Södra Ängby est un quartier du district de Bromma à Stockholm en Suède.

## Description
Södra Ängby est un quartier de Västerort d'une superficie d'environ 1,1 kilomètres carrés.
Södra Ängby est un quartier résidentiel alliant architecture fonctionnaliste et idéaux de la cité-jardin,
Södra Ängby est entourée par les rues Blackebergsvägen à l'ouest, Färjestadsvägen au sud-est et Bergslagsvägen au nord-est. La végétation d'origine est en grande partie préservée. 
Le quartier est entouré de Norra Ängby au nord, par Blackeberg et la réserve naturelle de Grimsta (sv) à l'ouest et par la réserve naturelle de Judarskogen (sv) à l'est.
Au sud, le quartier borde Ängbybadet et le lac Mälaren.

## Transports
Les rames de la ligne T19 du métro de Stockholm s'arrêtent aux stations Ängbyplan et Islandstorget, situées de part et d'autre du quartier. 
Le trajet d'Ängbyplan à T-Centralen prend 23 minutes. 
À environ 1,5 kilomètres au sud se passe également le Nockebybanan (Nockeby – Alvik). 
Les bus de Storstockholms Lokaltrafik s'arrêtent Islandstorget et desservent la commune de Solna et la commune de Sundbyberg, entre autres. 
L'aéroport de Stockholm-Bromma est à 5 kilomètres en voiture d'Ängbyplan. 
Södra Ängby se trouve à 7 kilomètres de l'Essingeleden (E4) et à 9 kilomètres de la route européenne 18. 
La distance jusqu'aux tunnels automobiles Förbifart Stockholm (sv) prévus pour la E4 est d'environ 4 kilomètres.

## Architecture
Comprenant plus de 500 bâtiments, il demeure le plus grand ensemble cohérent de villas fonctionnalistes de Suède et peut-être du monde, toujours bien préservé plus d'un demi-siècle après sa construction entre 1933 et 1940, et protégé au titre du patrimoine culturel national.

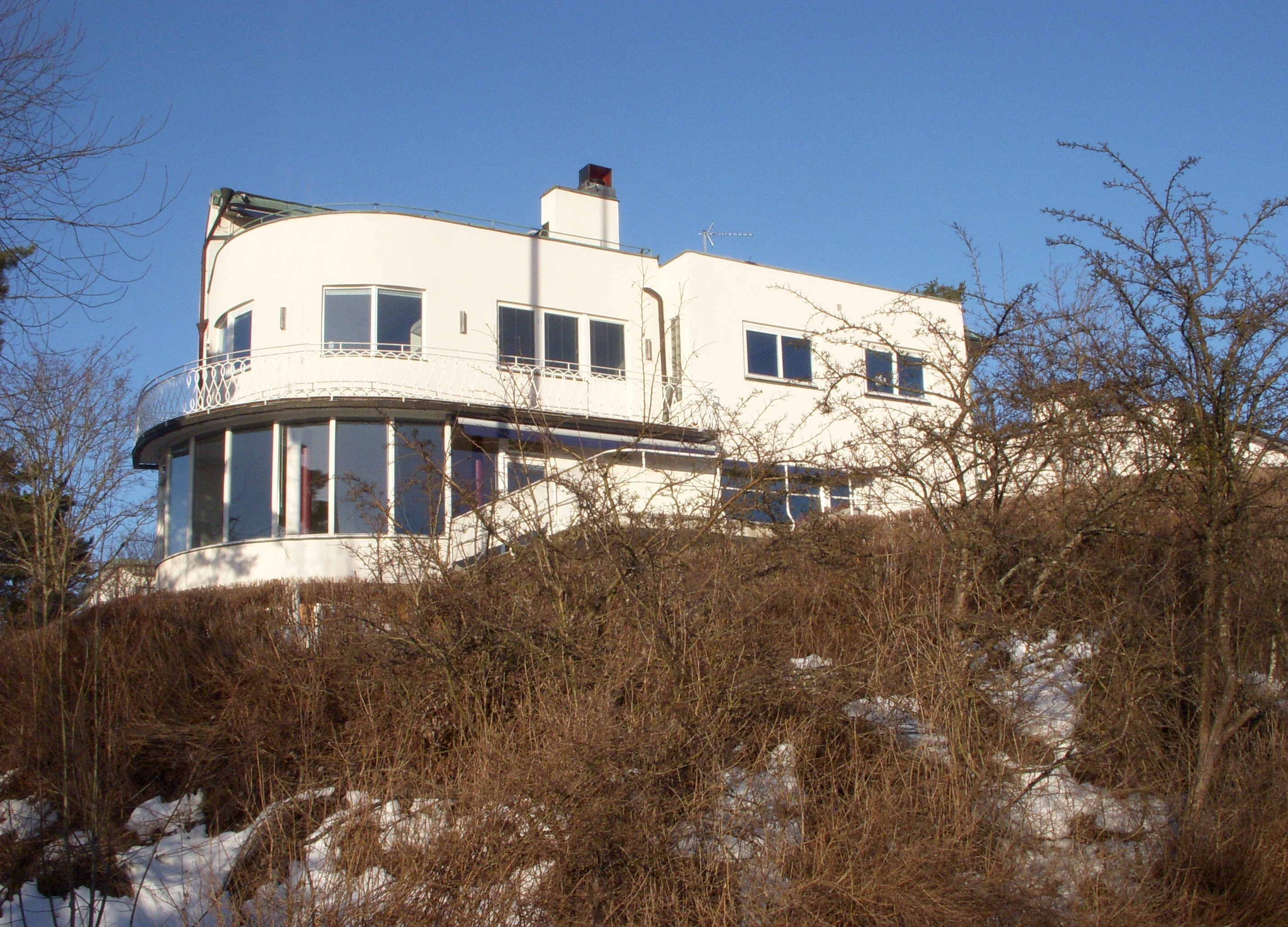
Ängbyhöjden 32 Björn Hedvall.
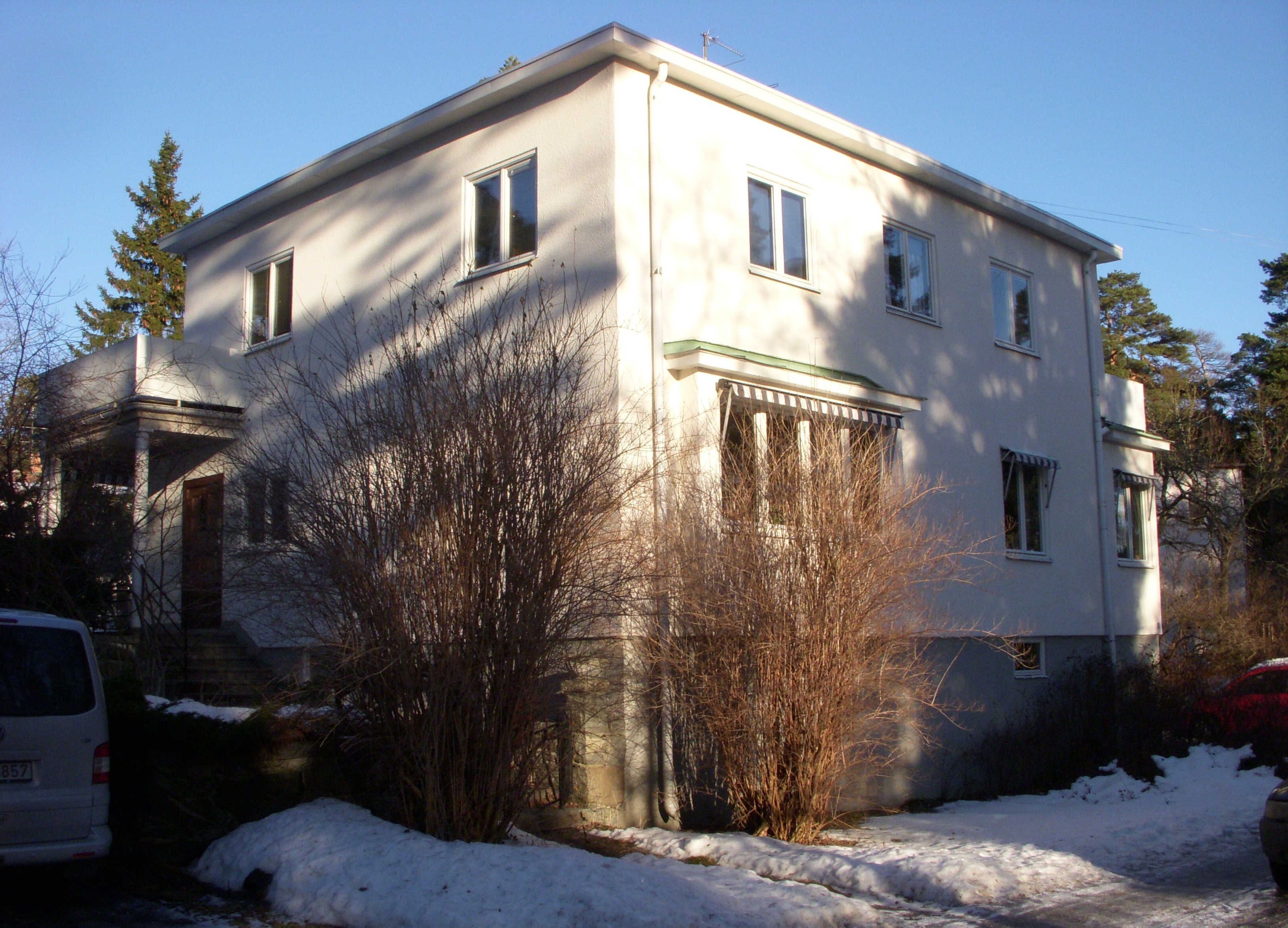
Ängbyhöjden 12.
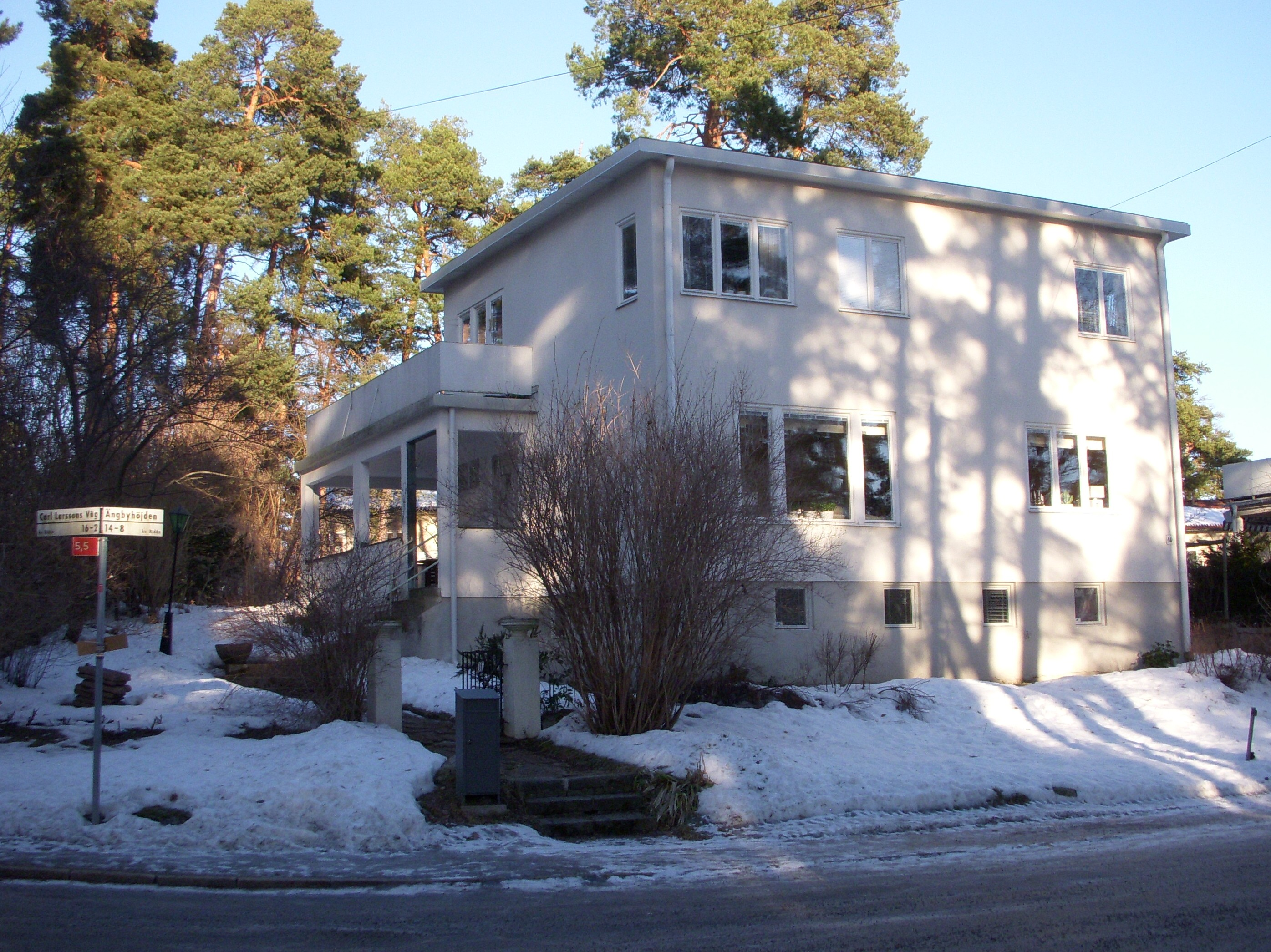
Ängbyhöjden 14.
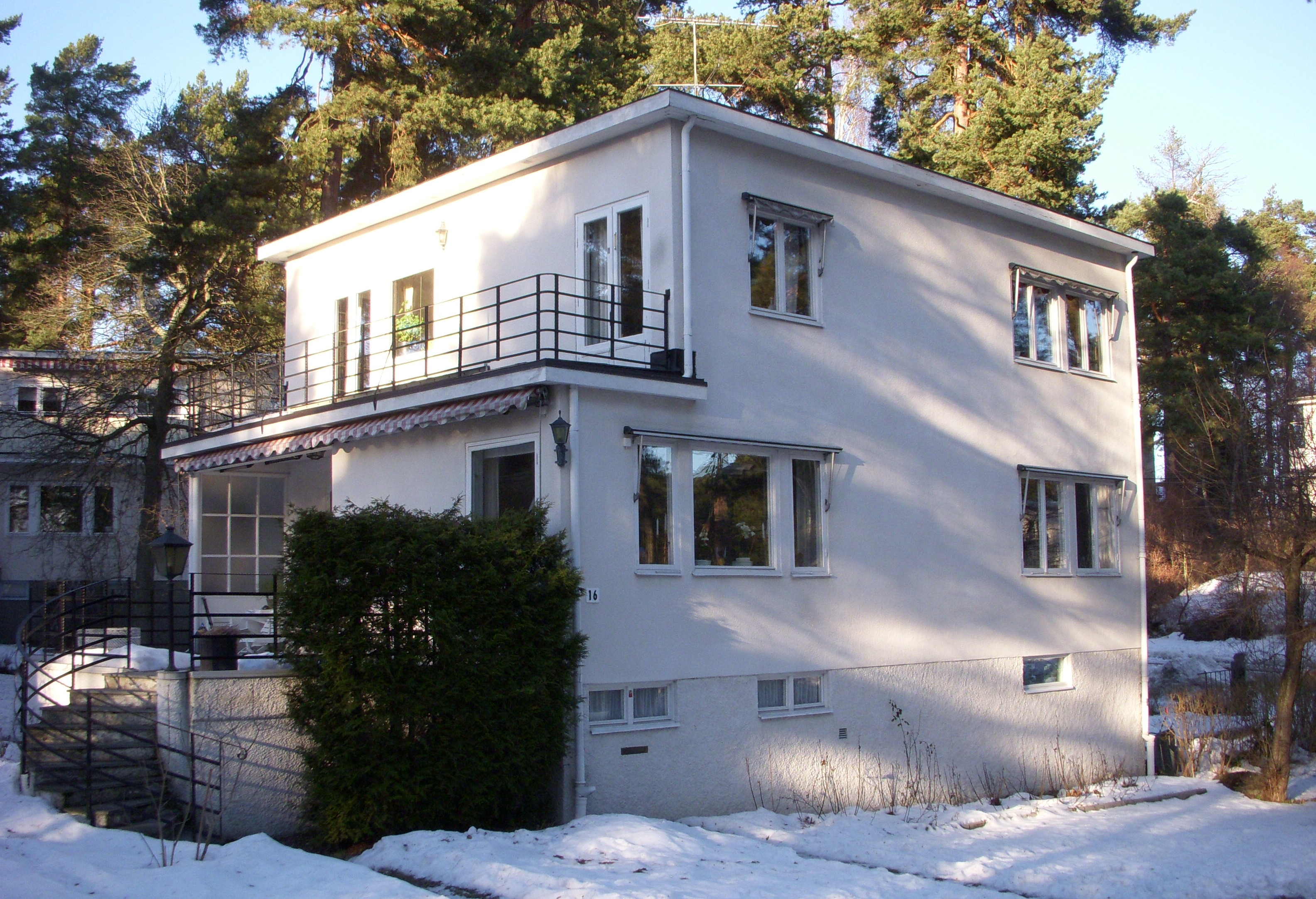
Ängbyhöjden 16.
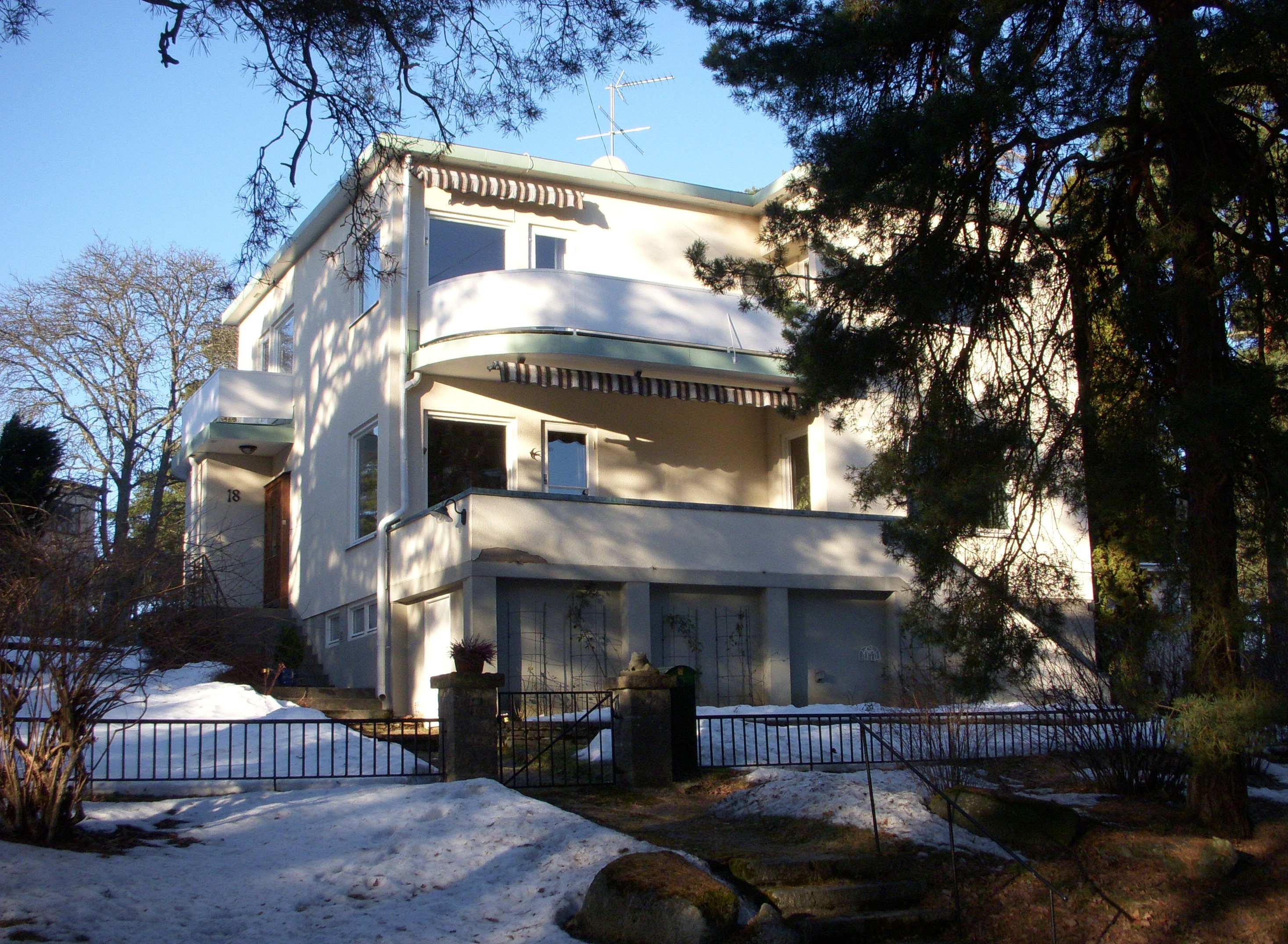
Ängbyhöjden 18.
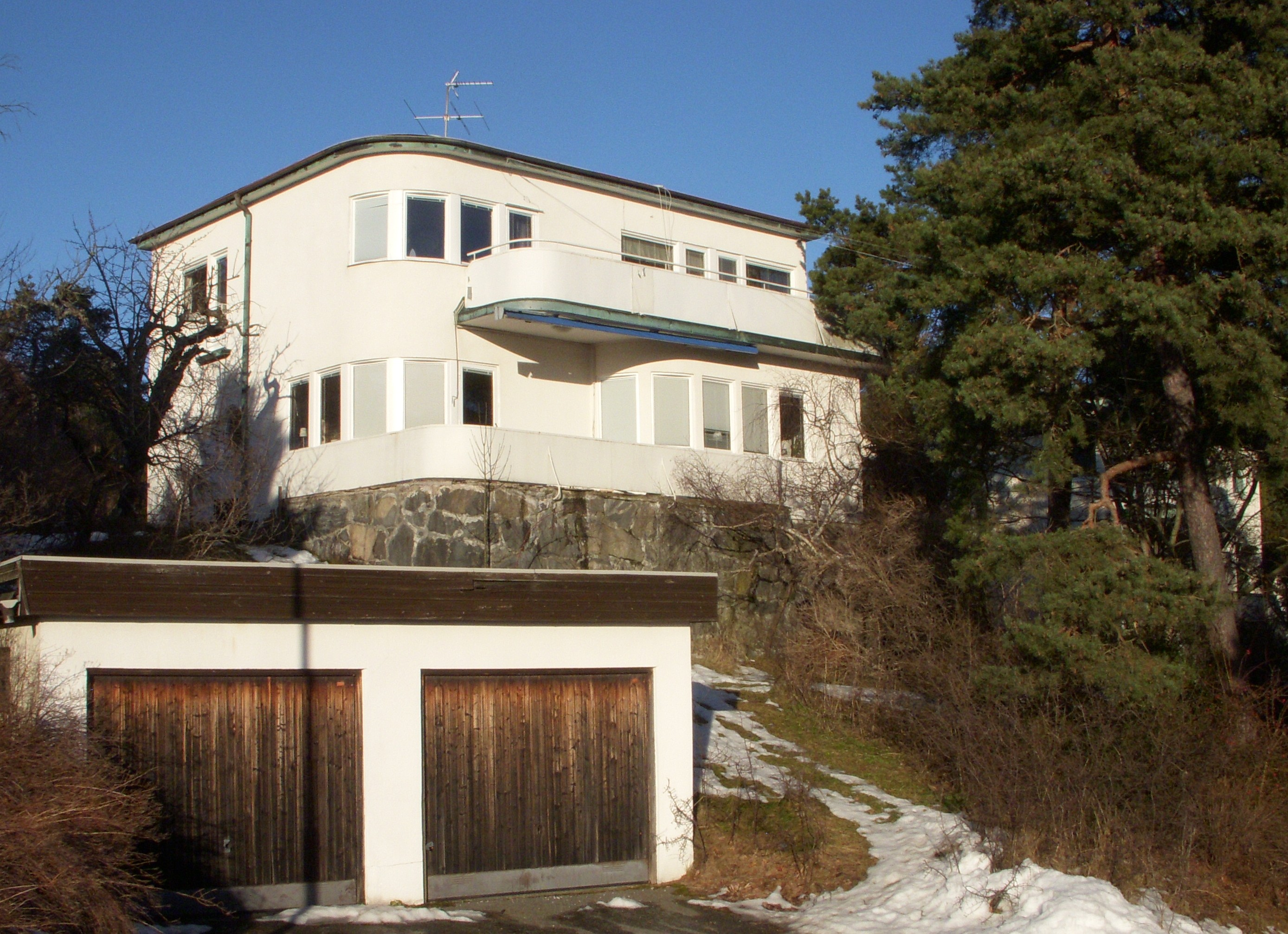
Ängbyhöjden 20.
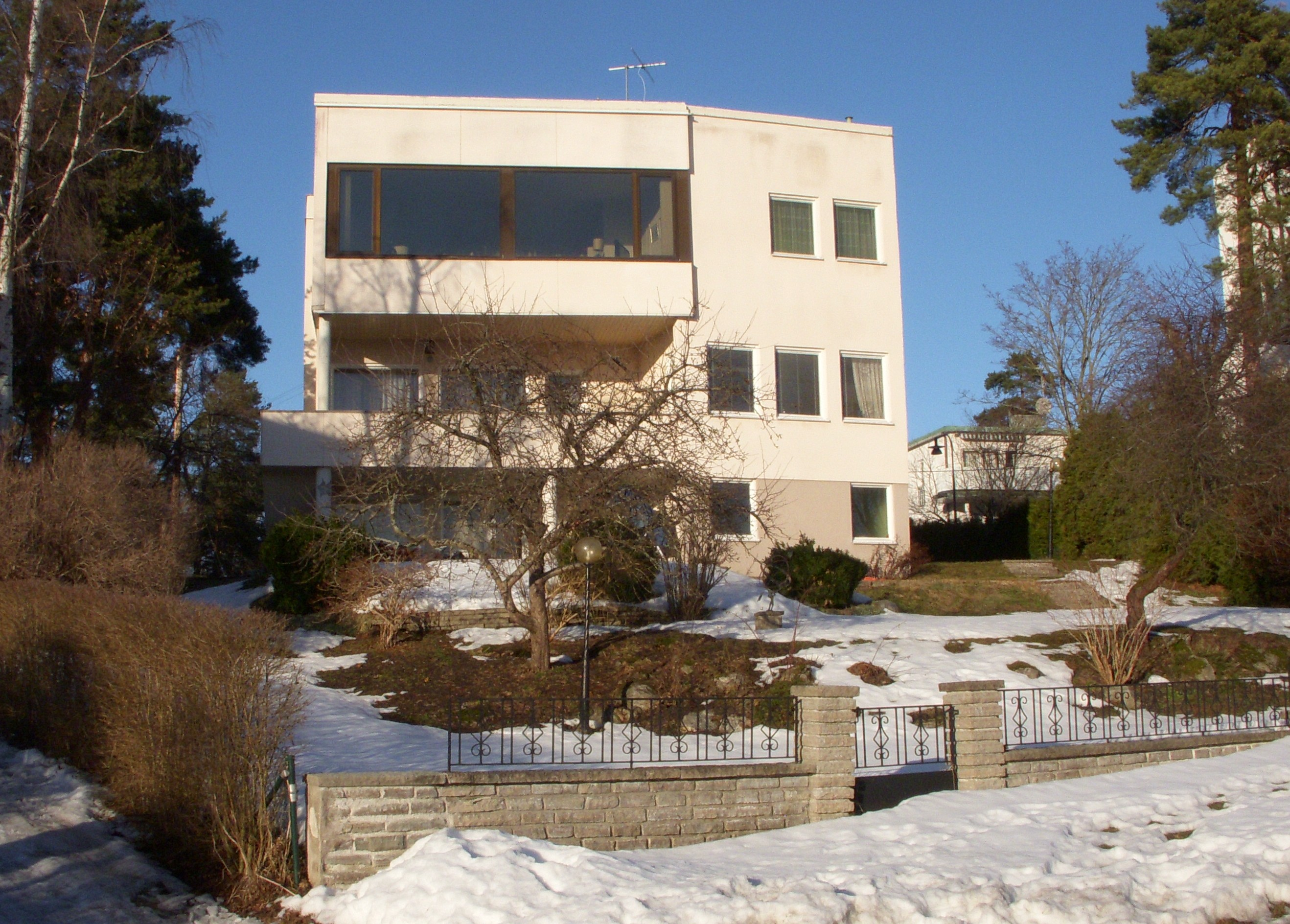
Ängbyhöjden 34.
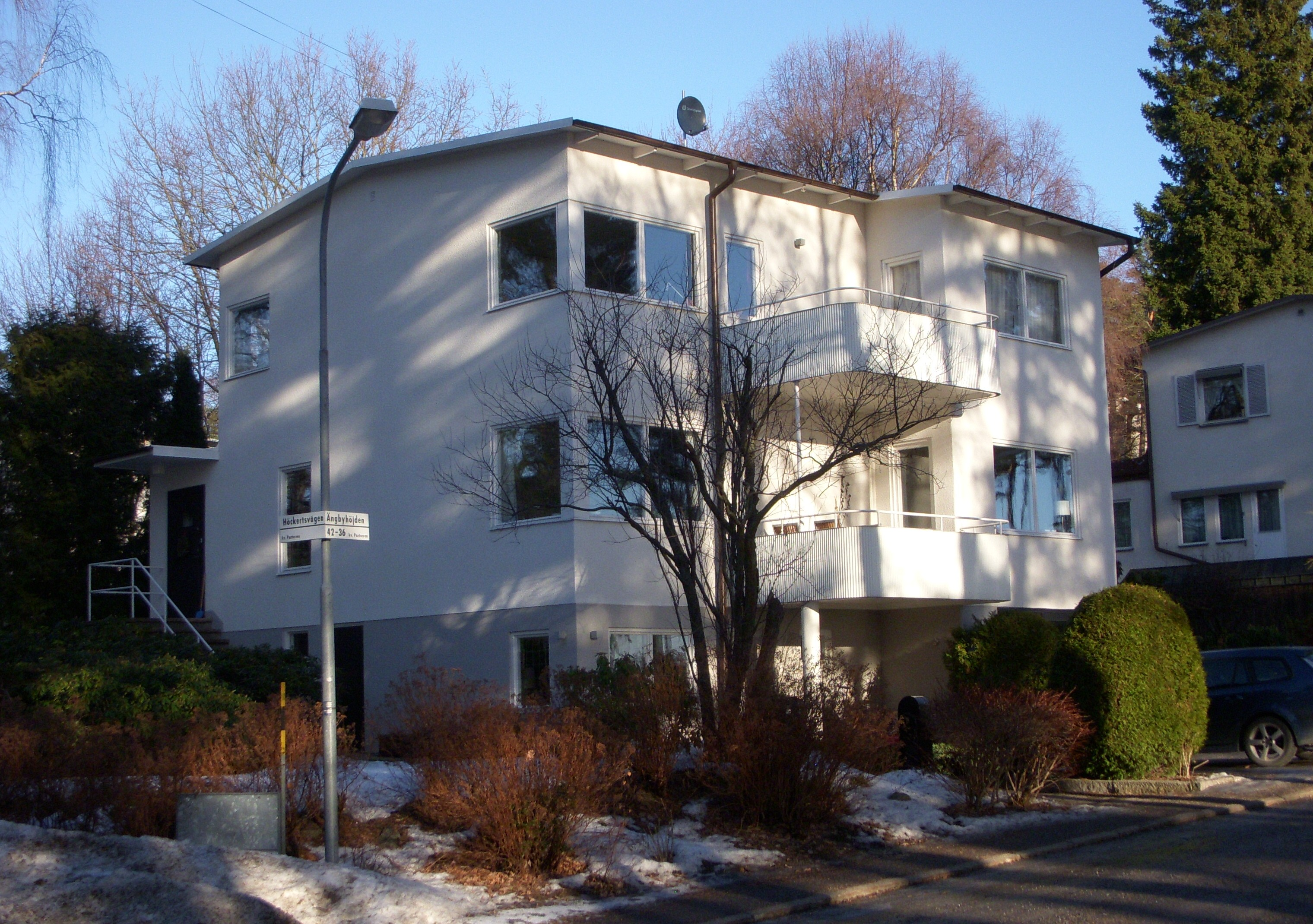
Ängbyhöjden 42.
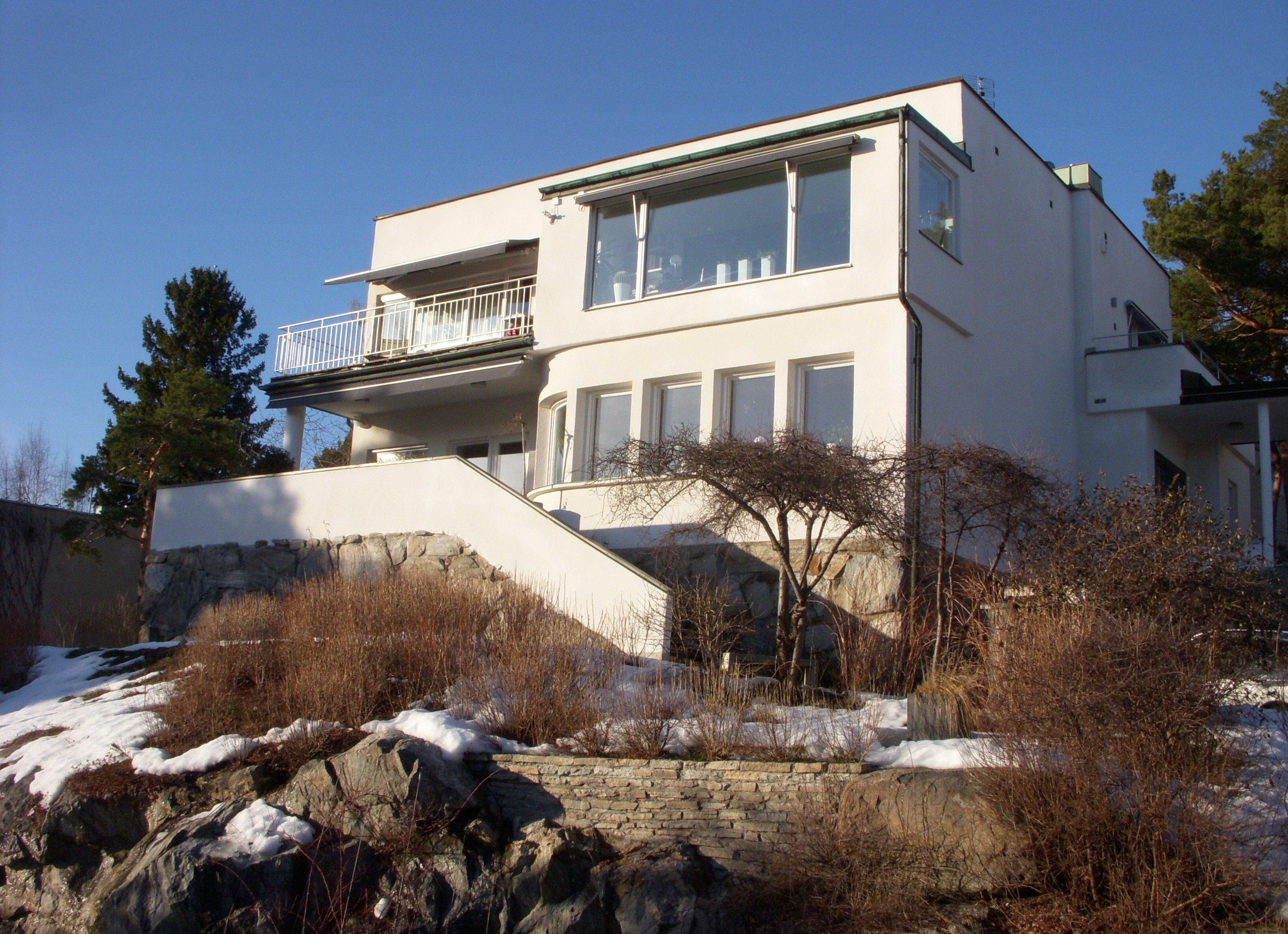
Ängbyhöjden 36.
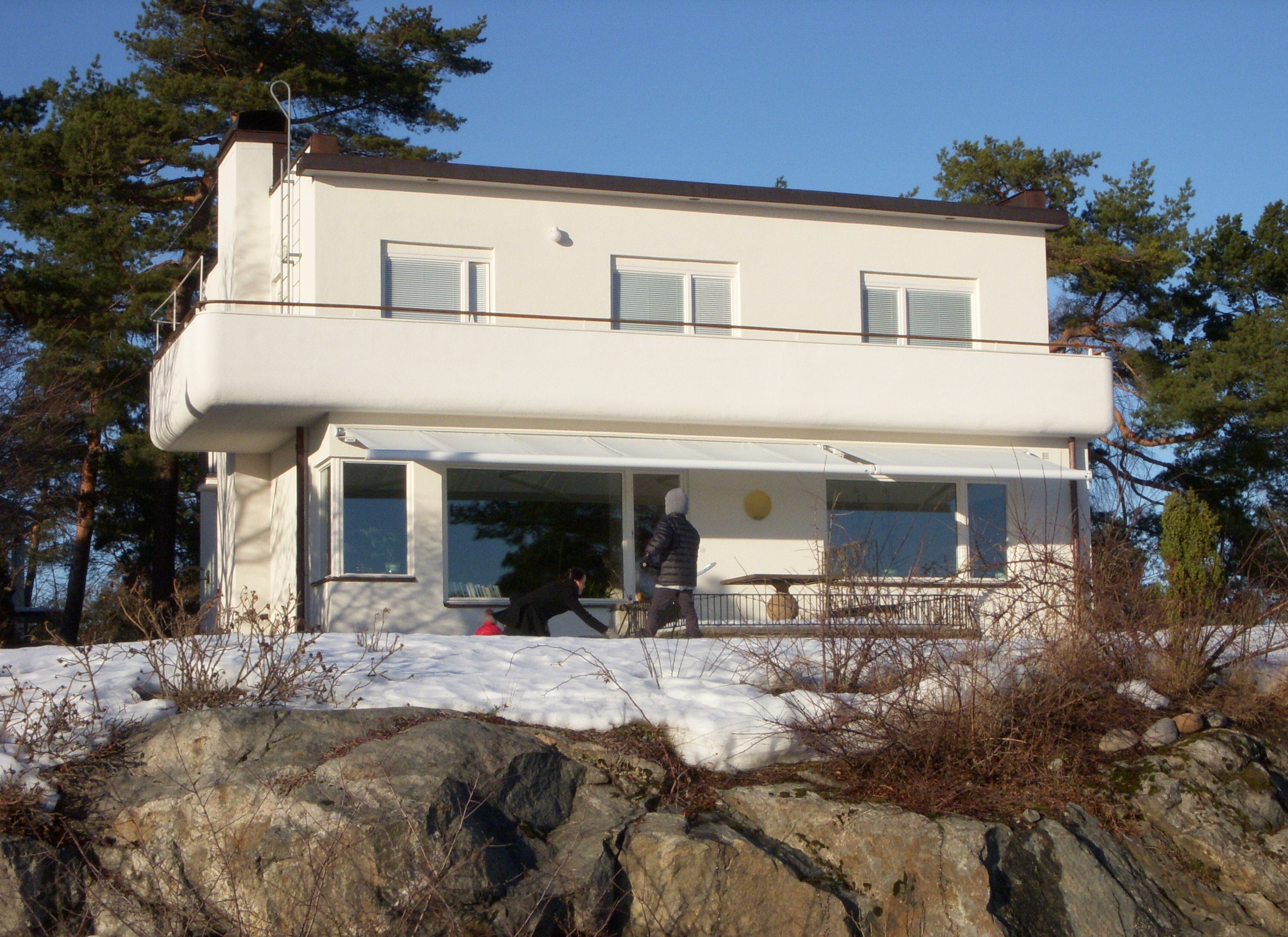
Ängbyhöjden 30.
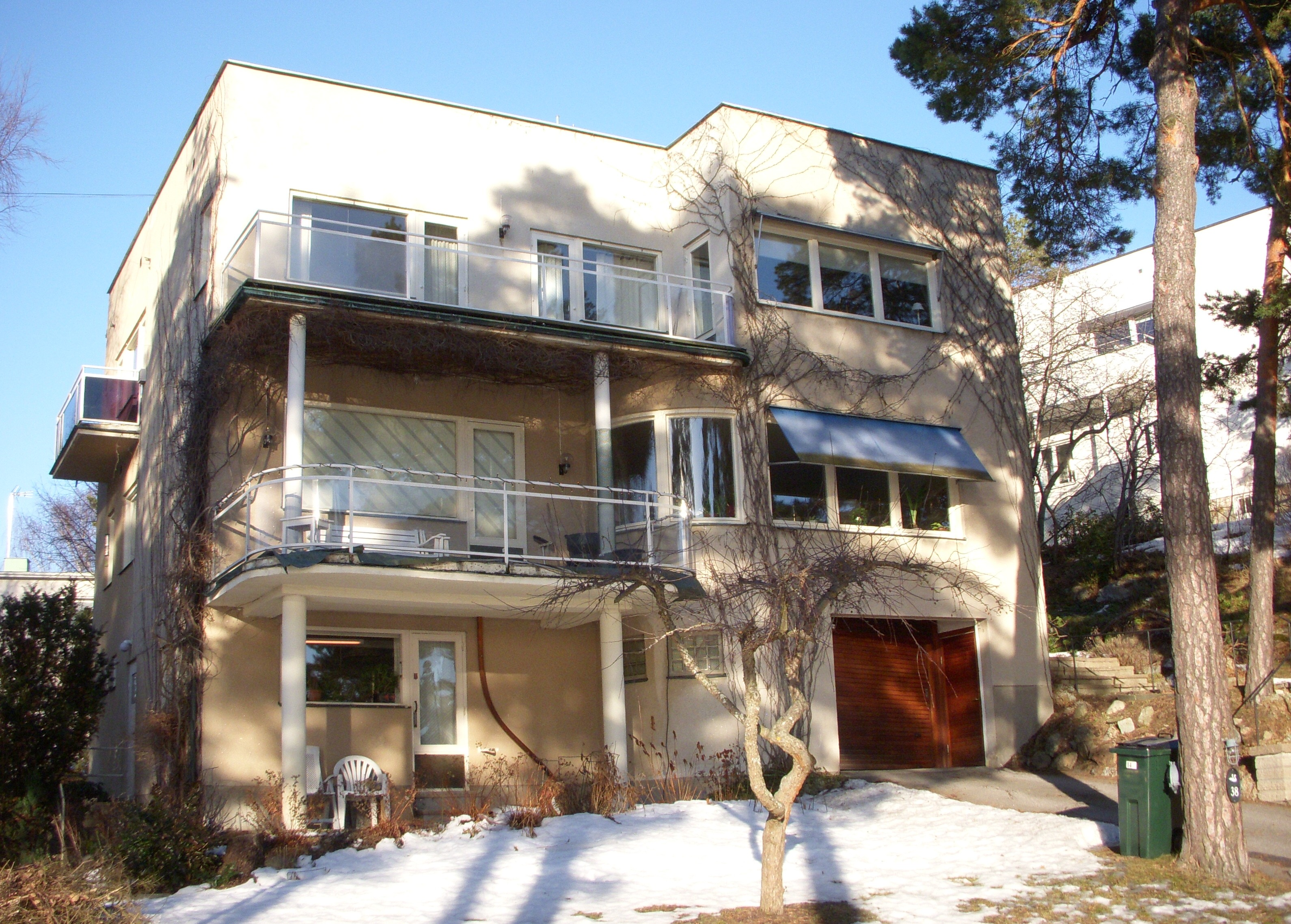
Ängbyhöjden 38.
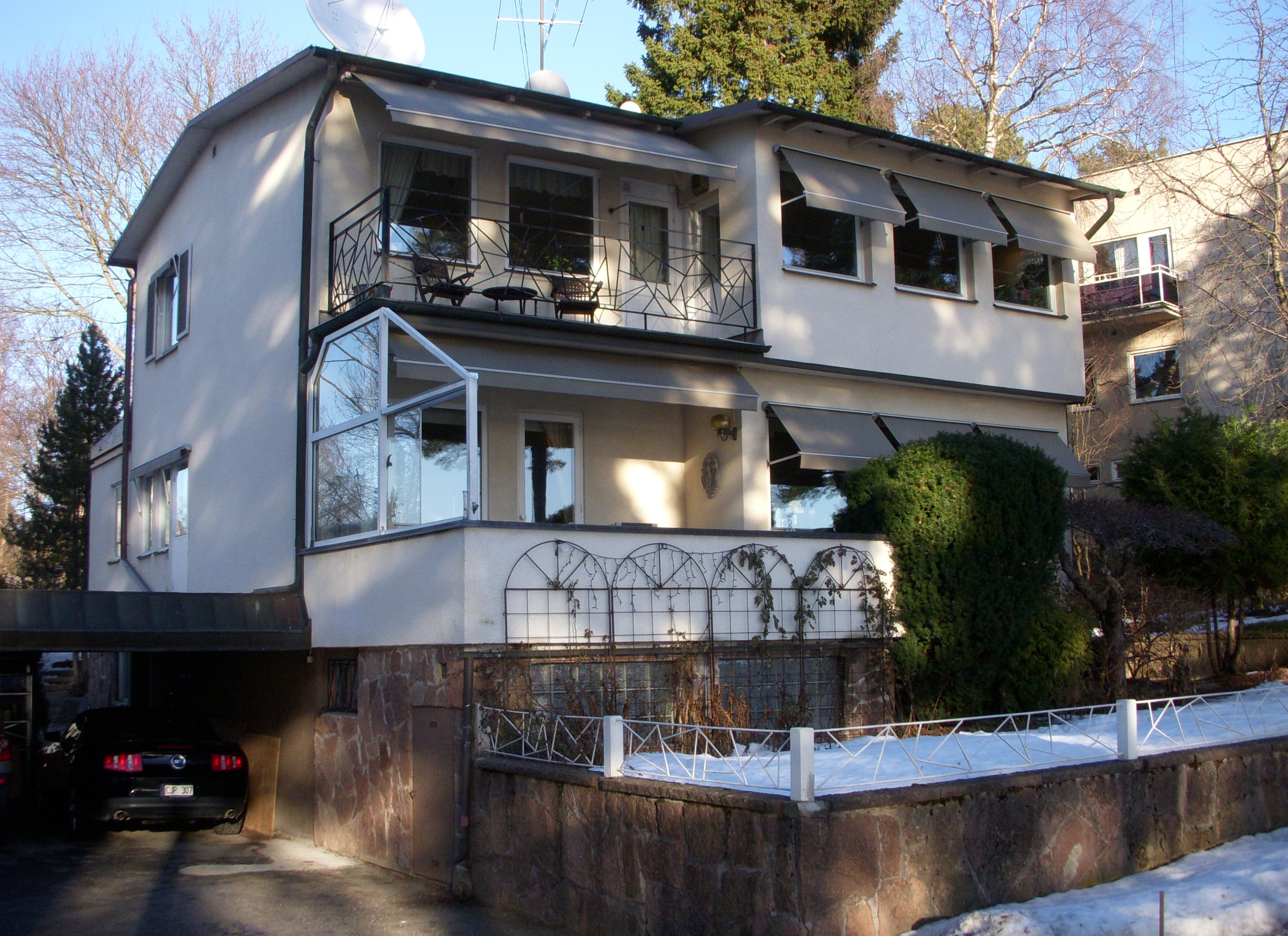
Ängbyhöjden 40.
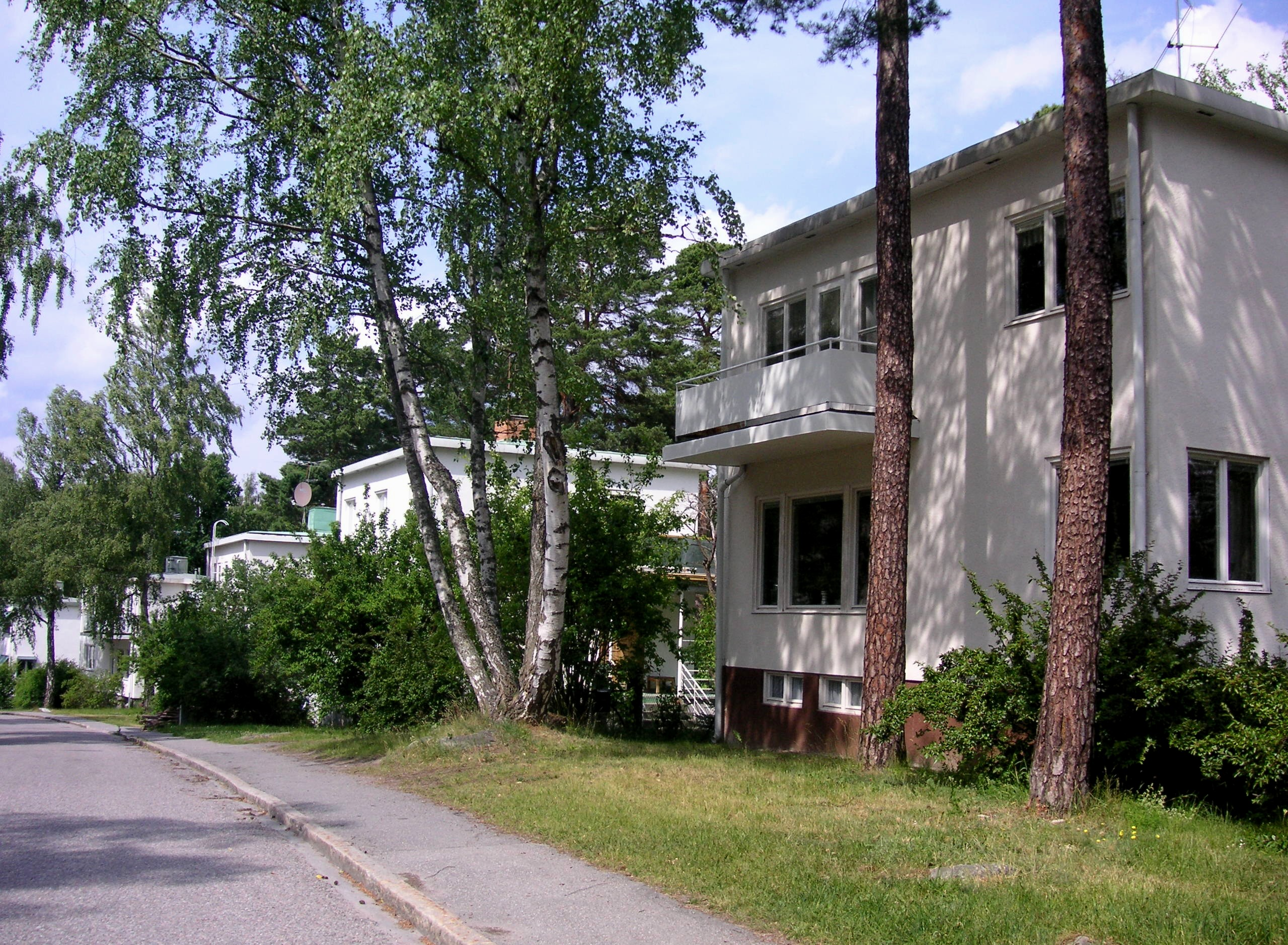
Gustaf Lundbergs väg 14.
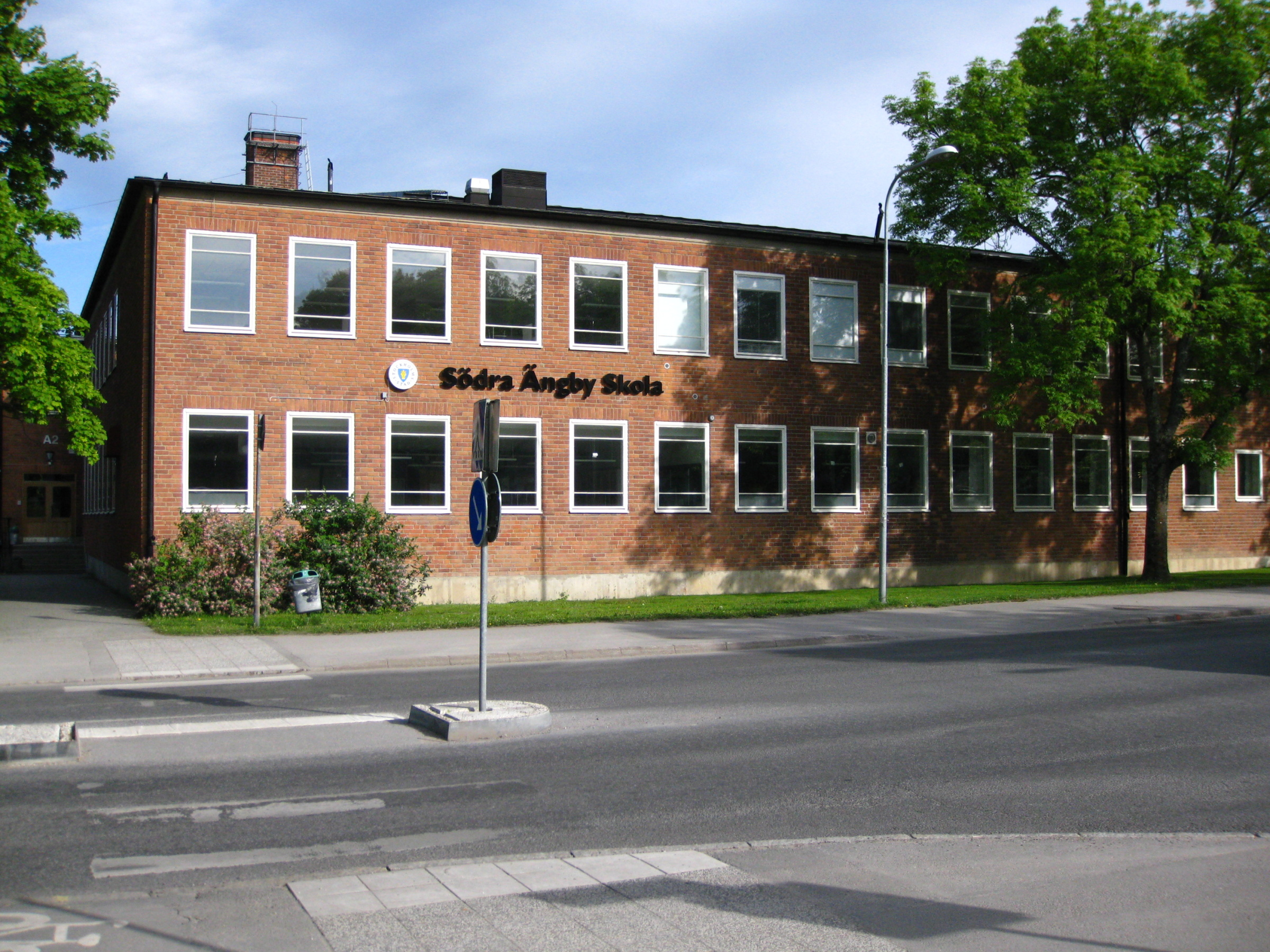
École de Södra Ängby.
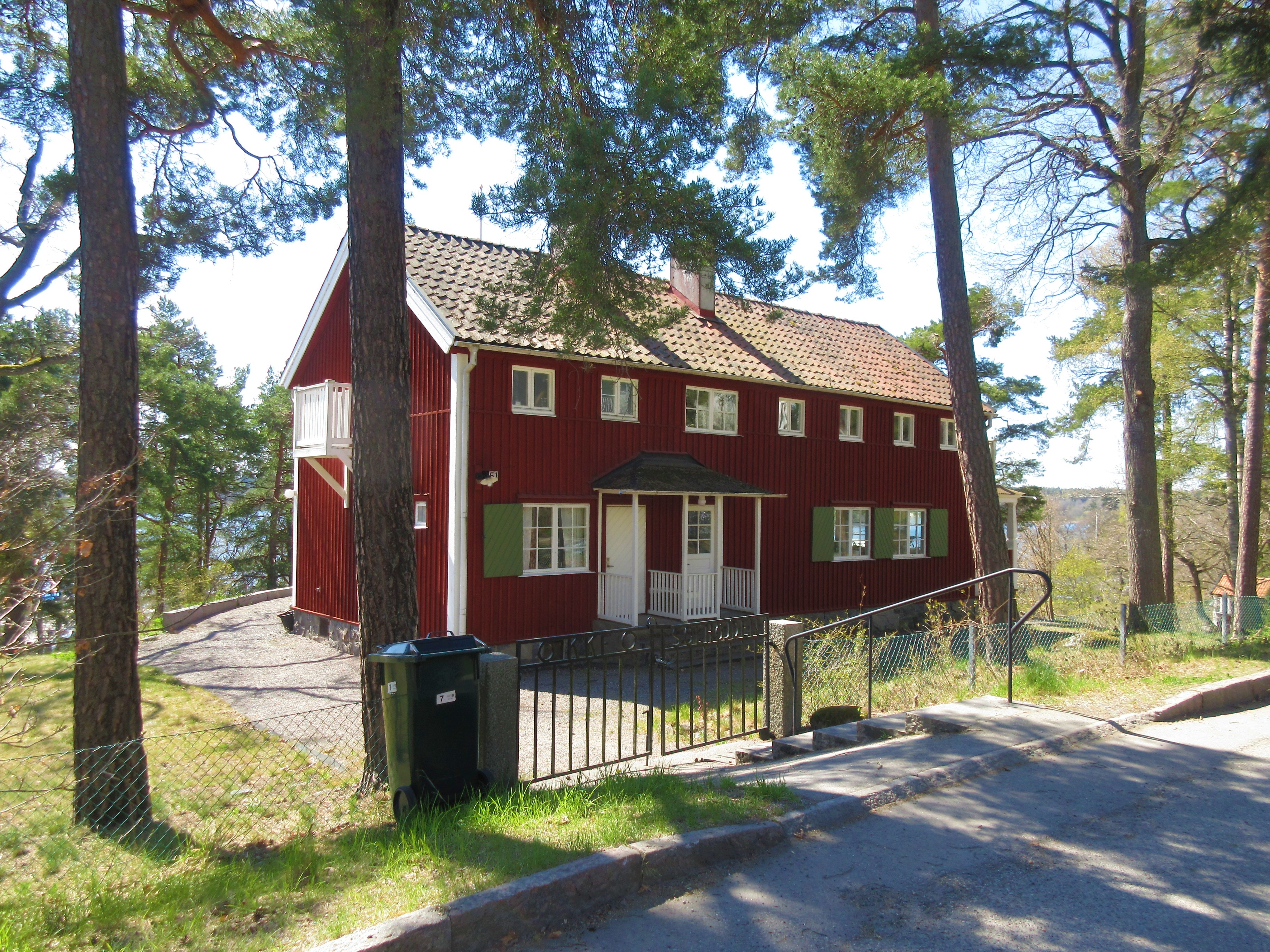